# Maja Ivarsson
Maja Ivarsson (n. 2 de octubre de 1979, Åhus, Escania, Suecia) es la vocalista del grupo musical The Sounds.

## Carrera
Ivarsson realizó el sencillo Cobra Starship's de la banda sonora "Snakes on a Plane (Bring It)", para el film de 2006 "Snakes on a Plane ". La gran promoción de la película dio una enorme publicidad a Ivarsson y a su banda, sobre todo en América.
The Sounds ha hecho giras, incluyendo los Estados Unidos. Su primer viaje a este país fue en el 2003 cuando decidieron hacer un tour para promocionar su primer disco, Living In America. Ellos han estado en diversas ocasiones en el "Triángulo del Sur de Finlandia" (Turku, Tampere y Helsinki), pero su viaje en otoño de 2006 les llevó a más ciudades tanto del interior como de la costa. Después de esto continuaron el viaje internacional llegando a Portugal en 2007.
Cuando la entrevistaron en Out Magazine, Ivarsson se definió como bisexual. Declaró que tiene novia, con quien lleva tres años de relación. En entrevistas anteriores, ella dijo que se sentía como "miembro de la comunidad extraña".

## Discografía
Hasta el momento The Sounds ha editado cinco álbumes de estudio:
- Living in America (2002)
- Dying to Say This to You (2006)
- Crossing the Rubicon (2009)
- Something to Die For (2011)
- Weekend (2013)

## Trivia
- La primera colaboración como solista de Maja además de "Snakes on a Plane (Bring It)" de Cobra Starship, fue con Alice in Videoland en la canción "We Are Rebels" de su tercer y álbum debut She's A Machine.
- Su preferencia es la cerveza.
- En el vídeoclip de su canción "Tony The Beat", Maja besa a una chica.
- La mayor influencia de Maja es la vocalista de Blondie, Debbie Harry.
- En el video "Hit Me!" Maja fue comparada con Debbie Harry, por su estilo de 500 dólares (todo el presupuesto del video).
- Maja fue novia de Fredrik Nilsson, el baterista de The Sounds
- La canción "Seven days A Week" la escribió sobre una enfermedad de una de sus amigas.